# Luigi VIII di Francia
Luigi VIII, detto Luigi il Leone (Parigi, 5 settembre 1187 – Montpensier, 8 novembre 1226), fu re di Francia dal 1223 al 1226 e fra il 1216 e il 1217 fu anche pretendente al titolo di Re d'Inghilterra.

## Biografia

### I primi anni
Luigi, appartenente alla dinastia capetingia, nacque nel 1187 da Filippo II di Francia e Isabella di Hainaut da cui ereditò la Contea d'Artois. Luigi regnò per un tempo relativamente breve e furono ben più ricchi di eventi gli anni in cui visse come principe. Parteggiò per i baroni nella Prima guerra dei baroni che scoppiò in Inghilterra fornendo appoggio militare. Dopo la battaglia di Roche-au-Moine del 2 luglio 1214 in cui sbaragliò gli inglesi invase il sud dell'Inghilterra e i baroni ribelli lo proclamarono re d'Inghilterra. Tuttavia dopo essere stato scomunicato vi rinunciò. Nel 1217, approfittando della guerra in Inghilterra, Luigi diede il via alla conquista della Guienna lasciando a Enrico III d'Inghilterra solo una piccola regione attorno a Bordeaux. Il suo breve regno fu contrassegnato da un intervento decisivo delle sue milizie nella Crociata albigese che portò alla sua vittoriosa conclusione.

### Il periodo da principe

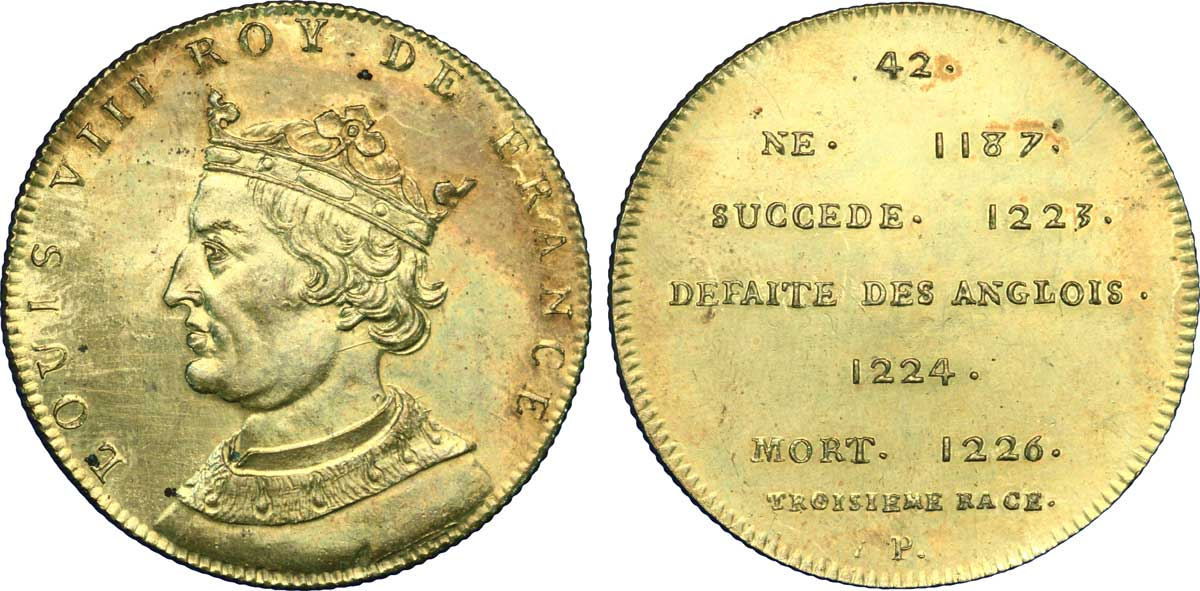
Luigi VIII in una medaglia commemorativa del XIX secolo

Nell'estate del 1195 allo scopo di favorire un'alleanza fra il padre di Luigi, Filippo II di Francia, e Riccardo I d'Inghilterra venne ventilato un matrimonio fra il giovane principe ed Eleonora di Bretagna che di Riccardo era la nipote. Il piano fallì e, si disse, per mano di Enrico VI di Svevia che disapprovava il matrimonio; tale fallimento fu visto anche come il segno del fatto che Riccardo voleva passare il titolo di erede presuntivo al fratello Giovanni d'Inghilterra e non al nipote, e fratello di Eleonora, Arturo I di Bretagna com'era stato in un primo momento. Questo cambiamento portò a un rapido deterioramento dei rapporti fra i due sovrani.
All'età di dodici anni Luigi sposò Bianca di Castiglia il 23 maggio 1200, dopo lunghe trattative fra Filippo II e Giovanni d'Inghilterra; la giovane infatti era figlia di Alfonso VIII di Castiglia e Eleonora d'Inghilterra, sorella di Giovanni.
Nel 1214 Giovanni cominciò la sua ultima campagna per rivendicare il Ducato di Normandia da Filippo II e, a questo proposito, il re inglese ottenne alleanze sia con Ottone IV di Brunswick sia con Rinaldo di Dammartin e Ferdinando del Portogallo, conte di Fiandra. Il piano di Giovanni era di spaccare in due le forze di Filippo: mentre avrebbe fatto pressione dal Poitou verso Parigi in direzione nord-est, i suoi alleati insieme a Guglielmo Longespée avrebbero marciato verso sud-ovest in direzione delle Fiandre. Filippo prese quindi il comando delle forze a nord che dovevano fronteggiare l'imperatore mentre Luigi dovette mettersi a capo di coloro che si sarebbero confrontati con Giovanni. La prima parte della campagna volse a favore degli inglesi, Giovanni sconfisse in astuzia Luigi ed entro il mese di giugno aveva recuperato l'Angiò.
Giovanni pose l'assedio al castello di Roche-au-Moine e ne scaturì l'omonima battaglia in cui gli inglesi vennero sconfitti e costretti a riparare a La Rochelle; poco dopo nel nord Filippo vinse faticosamente la Battaglia di Bouvines ponendo fine alle speranze di Giovanni di riprendere il Ducato di Normandia.
Nel 1215 i baroni inglesi si ribellarono contro re Giovanni (1199-1216) dando vita alla Prima guerra dei baroni e offrirono il trono a Luigi, allora principe. Egli attraccò indisturbato all'Isola di Thanet, presso il Kent orientale. Da lì Luigi invase l'Inghilterra e venne proclamato re nel maggio 1216, pur non venendo incoronato, presso l'antica cattedrale di San Paolo alla presenza di tutta Londra. Benché, appunto, non venisse mai incoronato formalmente, molti nobili fra cui Alessandro II di Scozia gli resero omaggio.
Il 14 giugno conquistò Winchester e, da lì a poco, metà del regno inglese. La morte di Giovanni occorsa nell'ottobre di quell'anno fece girare la sua fortuna: molti nobili lo disertarono per volgere il loro appoggio al piccolo Enrico III d'Inghilterra. Reggente era Guglielmo il Maresciallo che incitò i propri compatrioti a combattere per la libertà dell'Inghilterra. Luigi si scontrò con gli inglesi alla Battaglia di Lincoln del 1217, venne sconfitto sia lì sia alla susseguente Battaglia di Sandwich e fu quindi costretto a scendere a patti con gli inglesi. Venne quindi redatto il Trattato di Lambeth il cui contenuto principale era un'amnistia per i baroni ribelli, la promessa di Luigi di non attaccare di nuovo l'Inghilterra e 10.000 £ che gli vennero date in cambio della promessa che non avrebbe mai acconsentito a divenire re d'Inghilterra.

### Il breve regno

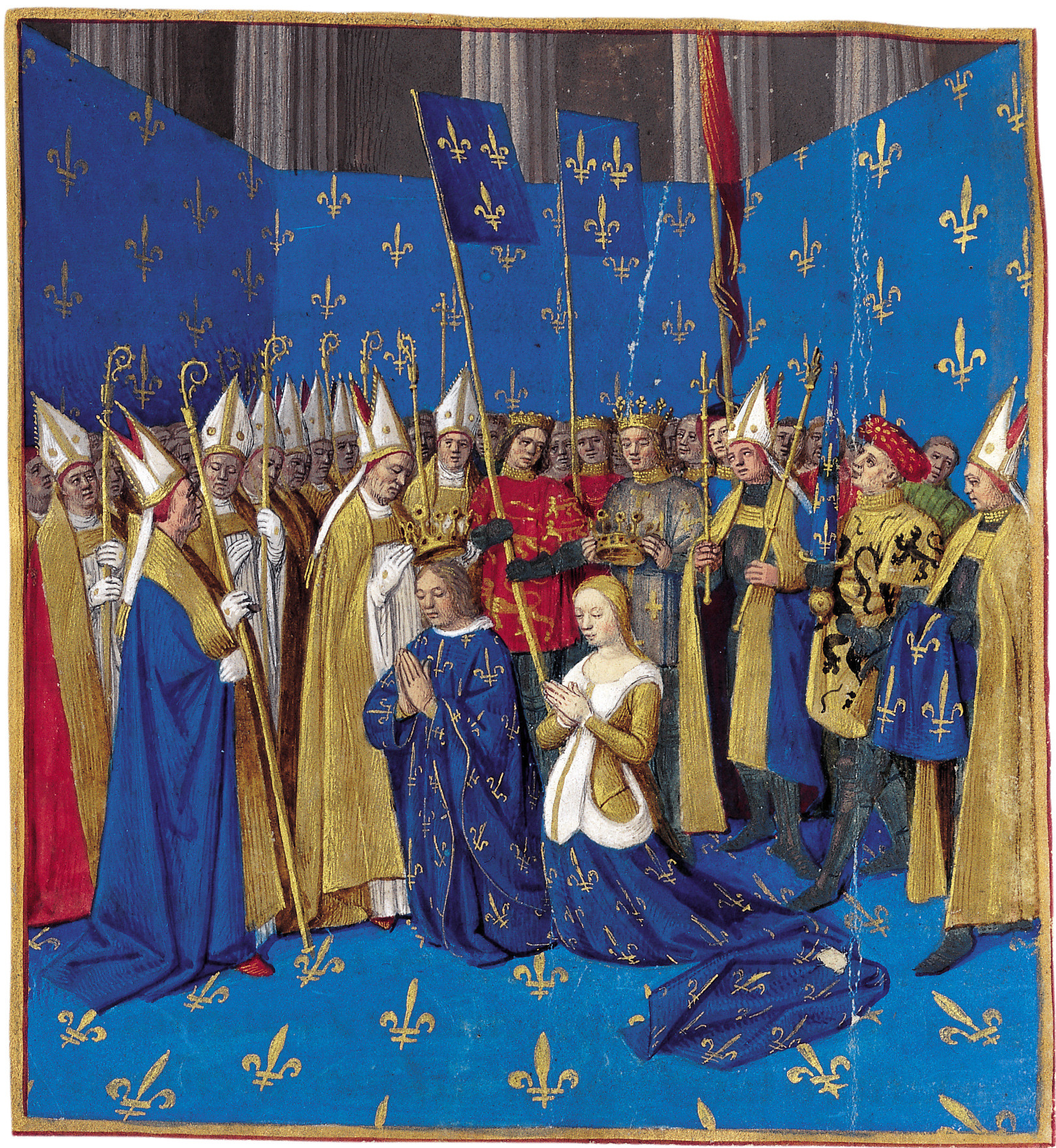
Incoronazione di Luigi VIII e della regina Bianca di Castiglia nel 1223; il Vescovo di Beauvais Milo de Nanteuil è ritratto sulla destra mentre tiene il mantello del Re a simboleggiare la loro unione. Miniatura dalle Grandes Chroniques de France, Parigi, Bibliothèque nationale de France, XV secolo.

Successe al padre il 14 luglio 1223, venendo incoronato il 6 agosto nella cattedrale di Reims. Combatté contro gli Angioini, strappando loro il Poitou e la Saintonge nel 1224. Seguirono la conquista di Avignone e della Linguadoca.
Il 1º novembre 1223 emanò un'ordinanza che vietava ai suoi funzionari di riscuotere debiti dovuti agli ebrei, rovesciando il provvedimento in materia del padre (Filippo II di Francia). L'usura era condannata allora dalla chiesa cattolica, e chi la praticava era passibile di scomunica, per questo era generalmente praticata con l'intermediazione degli ebrei, che ovviamente non potevano essere scomunicati, producendo un'area grigia nel sistema legale in cui persino i legali laici potevano chiedere, o permettere, agli ebrei di praticarla. Questo voleva essere un tentativo di ovviare al problema che spesso produceva non pochi attriti fra stato e chiesa. Ventisei baroni accettarono, ma il potente Teobaldo I di Navarra, conte di Champagne, rifiutò d'obbedire, poiché ricavava denaro dalla tassazione dell'usura in virtù di un accordo con gli ebrei. Teobaldo divenne il leader della fazione oppositrice ai capetingi e la sua ostilità si palesò più volte, durante l'assedio di Avignone, per esempio, fornì il minimo di servizio, 40 giorni, per poi tornare a casa fra le accuse di tradimento.
Diversi anni prima, nel 1209, si era iniziata la Crociata albigese. Nata come uno scontro con gli esponenti del Catarismo, stanziati per lo più in Linguadoca, divenne poi uno scontro fra i nobili del nord e quelli occitani del sud. Fino al 1215 i signori del nord ebbero un discreto successo, poi una serie di ribellioni erose il terreno guadagnato durante il decennio che andò fino al 1225 e che sfociò nell'assedio di Avignone.
Nel 1225 il concilio di Bourges scomunicò il conte di Tolosa Raimondo VII, indicendo una crociata contro i baroni del sud della Francia; Luigi partecipò alla crociata per consolidare il proprio potere. Dopo aver respinto le profferte di pace portate da Ruggero Bernardo II di Foix il re andò avanti riprendendosi Avignone. Morì di dissenteria nell'Alvernia e venne sepolto all'interno della Basilica di Saint-Denis senza aver potuto completare la propria opera di conquista.

## Figli
- Una figlia forse di nome Blanche (1205–1206)[7]
- Agnese (1207)
- Philippe (1209-1218)
- Alphonse (1213)
- Jean (1213), gemello del precedente
- Luigi, poi Luigi IX di Francia (1214-1270)
- Roberto (1216-1250) conte di Artois
- Philippe (1218-1220)
- Jean (1219-1232)
- Alfonso (1220-1271), Conte di Poitiers e Auvergne
- Filippo Dagoberto (1222-1232)[8]
- Isabella (1225-1269)
- Carlo (1226-1285) Re di Sicilia

## Ascendenza
|                         |                         |                          | Genitori                   |  |  | Nonni |  |  | Bisnonni            |  |  | Trisnonni            |  |
|                         |                         |                          |                            |  |  |       |  |  | Luigi VI di Francia |  |  | Filippo I di Francia |  |
|                         |                         |                          |                            |  |  |       |  |  | Luigi VI di Francia |  |  | Filippo I di Francia |  |
|                         |                         | Berta d'Olanda           |                            |  |  |       |  |  | Luigi VI di Francia |  |  |                      |  |
| Luigi VII di Francia    |                         |                          |                            |  |  |       |  |  | Luigi VI di Francia |  |  |                      |  |
|                         |                         | Adelaide di Savoia       | Umberto II di Savoia       |  |  |       |  |  |                     |  |  |                      |  |
|                         |                         | Adelaide di Savoia       | Umberto II di Savoia       |  |  |       |  |  |                     |  |  |                      |  |
|                         |                         | Adelaide di Savoia       | Giselle di Borgogna        |  |  |       |  |  |                     |  |  |                      |  |
| Filippo II di Francia   |                         | Adelaide di Savoia       |                            |  |  |       |  |  |                     |  |  |                      |  |
|                         |                         | Tebaldo II di Champagne  | Stefano II di Blois        |  |  |       |  |  |                     |  |  |                      |  |
|                         |                         | Tebaldo II di Champagne  | Stefano II di Blois        |  |  |       |  |  |                     |  |  |                      |  |
|                         |                         | Tebaldo II di Champagne  | Adele d'Inghilterra        |  |  |       |  |  |                     |  |  |                      |  |
| Adèle di Champagne      |                         | Tebaldo II di Champagne  |                            |  |  |       |  |  |                     |  |  |                      |  |
|                         |                         | Mathilde von Spanheim    | Enghelberto II d'Istria    |  |  |       |  |  |                     |  |  |                      |  |
|                         |                         | Mathilde von Spanheim    | Enghelberto II d'Istria    |  |  |       |  |  |                     |  |  |                      |  |
|                         |                         | Mathilde von Spanheim    | Ute di Passau              |  |  |       |  |  |                     |  |  |                      |  |
| Luigi VIII di Francia   |                         | Mathilde von Spanheim    |                            |  |  |       |  |  |                     |  |  |                      |  |
|                         | Baldovino IV di Hainaut | Baldovino III di Hainaut |                            |  |  |       |  |  |                     |  |  |                      |  |
|                         | Baldovino IV di Hainaut | Baldovino III di Hainaut |                            |  |  |       |  |  |                     |  |  |                      |  |
|                         | Baldovino IV di Hainaut | Yolanda di Wassenberg    |                            |  |  |       |  |  |                     |  |  |                      |  |
| Baldovino V di Hainaut  | Baldovino IV di Hainaut |                          |                            |  |  |       |  |  |                     |  |  |                      |  |
|                         |                         | Alice di Namur           | Godefroi I, conte di Namur |  |  |       |  |  |                     |  |  |                      |  |
|                         |                         | Alice di Namur           | Godefroi I, conte di Namur |  |  |       |  |  |                     |  |  |                      |  |
|                         |                         | Alice di Namur           | Ermesinda di Lussemburgo   |  |  |       |  |  |                     |  |  |                      |  |
| Isabella di Hainaut     |                         | Alice di Namur           |                            |  |  |       |  |  |                     |  |  |                      |  |
|                         |                         | Teodorico di Alsazia     | Teodorico II di Lorena     |  |  |       |  |  |                     |  |  |                      |  |
|                         |                         | Teodorico di Alsazia     | Teodorico II di Lorena     |  |  |       |  |  |                     |  |  |                      |  |
|                         |                         | Teodorico di Alsazia     | Gertrude delle Fiandre     |  |  |       |  |  |                     |  |  |                      |  |
| Margherita I di Fiandra |                         | Teodorico di Alsazia     |                            |  |  |       |  |  |                     |  |  |                      |  |
|                         |                         | Sibilla d'Angiò          | Folco V d'Angiò            |  |  |       |  |  |                     |  |  |                      |  |
|                         |                         | Sibilla d'Angiò          | Folco V d'Angiò            |  |  |       |  |  |                     |  |  |                      |  |
|                         |                         | Sibilla d'Angiò          | Eremburga del Maine        |  |  |       |  |  |                     |  |  |                      |  |
|                         |                         | Sibilla d'Angiò          |                            |  |  |       |  |  |                     |  |  |                      |  |